# Hang Mường Tỉnh
Hang Mường Tỉnh là hang dạng karst trong núi đá vôi ở bản Mường Tỉnh A, xã Xa Dung, huyện Điện Biên Đông, tỉnh Điện Biên .
Hang xếp hạng di tích lịch sử cấp quốc gia theo quyết định số 1256/QĐ-BVHTTDL ngày 14/04/2011.

## Vị trí
Hang nằm ở phía đông bắc huyện lỵ Điện Biên Đông, theo đường cò bay là 16 km. Tuy nhiên từ huyện lỵ để đến hang cần đi theo đường liên xã theo hướng bắc, qua xã Na Son, đến trụ sở xã Xa Dung, dài cỡ 14 km. Sau đó đi theo hướng đông, đường thôn bản, cỡ 14 km nữa.
Hướng có thể dễ đi hơn, là từ thành phố Điện Biên đi theo tỉnh lộ 103 qua Tháp Mường Luân, đến bản Pác Ma ở ngã ba Nậm Khoai đổ vào Nậm Ma (Sông Mã) thì rẽ sang đường dọc Nậm Khoai, đi 8 km. Đến Nậm Trống thì rẽ và đi 4 km nữa.

## Khảo sát
Thời kỳ kháng chiến chống thực dân Pháp hang Mường Tỉnh là căn cứ kháng chiến quan trọng, nơi trú chân của các cơ quan tỉnh, bộ đội,... đặc biệt là trong giải phóng Điện Biên lần thứ nhất năm 1953.
Hang Mường Tỉnh gồm có 3 ngăn chính. Ngăn ngoài cùng có cửa hang hẹp, với diện tích khoảng 600 m², chiều cao 20 m, có không gian thoáng đãng, và một bãi đất bằng phẳng. Đây là điều kiện lý tưởng để tổ chức các cuộc họp có sức chứa hàng trăm người mà vẫn giữ được bí mật.
Ngăn giữa phải trườn mình qua một đường hầm xuyên đá tự nhiên. Vào bên trong là một không gian với diện tích khoảng 20 m², xung quanh là các bức tường bằng đá, với những hốc đá nhỏ, sâu vào bên trong. Đây là nơi cất giấu tài liệu của cách mạng, với hệ thống bàn làm việc, giường ngủ hoàn toàn bằng đá được sắp xếp tự nhiên nhưng rất hợp lý. Đây là nơi vừa bí mật, nhưng cũng rất đảm bảo an toàn khi có biến cố xảy ra, có một đường nhỏ xuyên lên đỉnh núi, các chiến sĩ có thể chui ra ngoài rừng mà địch vẫn không thể phát hiện. Bên trong là ngăn thứ 3, rộng khoảng 30 m².